# Przemysław Gąsiorowicz
Przemysław Wiktor Gąsiorowicz (ur. 13 lipca 1978 w Poddębicach, zm. 8 stycznia 2022 w Lublinie) – polski aktor telewizyjny i teatralny.

## Życiorys
W latach 2000–2004 kształcił się na Wydziale Aktorskim PWST w Krakowie. W latach 1998–2000 w Studio Aktorskim SPOT w Krakowie. Licencjat etnologii i antropologii kulturowej UAM w Poznaniu. Od 2007 związany zawodowo z Teatrem im. Juliusza Osterwy w Lublinie. Laureat głównej nagrody w kategorii „Aktor” na III Festiwalu Teatrów Niewielkich 2007, Nagrody za autorski monodram „Gombrotypy” wg tekstów W. Gombrowicza. Udział oraz liczne nagrody na wielu ogólnopolskich przeglądach i konkursach kabaretowych, realizacje telewizyjne m.in. TVP 2, HBO, TVN Siedem, Comedy Central.
Zmarł 8 stycznia 2022 wskutek obrażeń odniesionych w wypadku samochodowym na obwodnicy Lubartowa. 18 stycznia 2022 po mszy świętej w kościele św. Agnieszki w Lublinie, Przemysław Gąsiorowicz został pochowany na cmentarzu parafialnym na Kalinowszczyźnie.

## Spektakle teatralne[1][4]
- 2003: „Zielona Gęś” – Rączka (reż. Marta Stebnicka, premiera 20 października 2003)
- 2003: „Villa del Misteri” – Znosek (reż. Piotr Cieplak, premiera 8 listopada 2003)
- 2004: „Niepoprawni wg Fantazego” – Respekt (reż. Paweł Wojtczuk, premiera 16 lutego 2004)
- 2006: „Wesele” – 2 role: Kasper, Staszek (reż. Krzysztof Babicki, premiera 19 listopada 2006)
- 2008: „Balladyna” – Grabiec (reż. Bogdan Ciosek, premiera 9 lutego 2008)
- 2009: „Widnokrąg” – 2 role: kolega II i towarzysz I (reż. Bogdan Tosza, premiera 31 stycznia 2009)
- 2010: „Tartuffe albo Szalbierz” – oficer gwardii (reż. Bogdan Tosza, premiera 30 stycznia 2010)
- 2010: „Biały Dmuchawiec” – Andrzej Furtek (reż. Krzysztof Babicki, premiera 27 marca 2010)
- 2010: „Makbet” – Rosse (reż. Leszek Mądzik, premiera 11 czerwca 2010)
- 2010: „Zbrodnia i kara” – porucznik (reż. Krzysztof Babicki, premiera 13 listopada 2010)
- 2011: „Wiele hałasu o nic” – Piergiorgio (reż. Tadeusz Bradecki, premiera 29 stycznia 2011)
- 2011: „Zamknęły się oczy ziemi” – Jan (reż. Krzysztof Babicki, premiera 9 kwietnia 2011)
- 2011: „Iwona, księżniczka Burgundaę – Inocenty (reż.Bogdan Tosza, premiera 10 grudnia 2011)
- 2012: „Sen nocy letniej” – cieśla Piotr Kloc (reż. Artur Tyszkiewicz, premiera 22 czerwca 2012)
- 2012: „Płatonow” – Kiriłł Głagoliew (reż. Agnieszka Korytkowska-Mazur, premiera 15 grudnia 2012)
- 2013: „Pakujemy manatki. Komedia na osiem pogrzebów” – Elchman, jej syn (reż. Artur Tyszkiewicz, premiera 9 marca 2013)
- 2013: „Był sobie Polak, Polak, Polak i diabeł” – turysta (reż. Remigiusz Brzyk, premiera 25 maja 2013)
- 2013: „Książę i żebrak” – 3 role: Lord D’arcy, kogut i kat (reż. Paweł Aigner, premiera 30 listopada 2013)
- 2014: „Kupiec wenecki” – służący Stefano, sługa Porcyi (reż. Paweł Łysak, premiera 5 kwietnia 2014)
- 2014: „Mistrz i Małgorzata” – Andrzej Fokicz (reż. Artur Tyszkiewicz, premiera 27 czerwca 2014)
- 2014: „Seks nocy letniej” – Andrew (reż. Paweł Aigner, premiera 29 listopada 2014)
- 2015: „Przyjdzie Mordor i nas zje” (reż. Remigiusz Brzyk, premiera 14 marca 2015)
- 2015: „Herkules i stajnia Augiasza” – ibywatel Elidy (reż. Artur Tyszkiewicz, (premiera 30 maja 2015)
- 2015: „Pani Bovary” – Bournisien (reż. Kuba Kowalski, premiera 5 grudnia 2015)
- 2016: „Pan Tadeusz, czyli ostatni zajazd na Litwie” – 2 role: ministrant i Brzytewka (reż. Mikołaj Grabowski, premiera 5 marca 2016)
- 2016: „Amadeusz” – Józef II, cesarz Austrii (reż. Artur Tyszkiewicz, premiera 25 czerwca 2016)
- 2017: „Klątwy” (reż. Marcin Liber) (premiera 14 stycznia 2017)
- 2017: „Przedwiośnie. Ćwiczenia z wyobraźni historycznej” (reż. Marta Aksztin, premiera 3 lutego 2017)
- 2017: „Marat/Sade” (reż. Remigiusz Brzyk, premiera 17 czerwca 2017)
- 2018: „Świętoszek” – Kleant (reż. Remigiusz Brzyk, premiera 8 czerwca 2018)
- 2018: „Bracia Grimm dla dorosłych” (reż. Remigiusz Brzyk, premiera 27 października 2018)
- 2019: „Wieczór Trzech Króli” – Maria (reż. Łukasz Kos, premiera 6 stycznia 2019)
- 2019: „Pinokio” – 2 role: zaradny karczmarz, on (reż. Jakub Roszkowski, premiera 2 marca 2019)
- 2019: „Kowboje” (reż. Anna Smolar, premiera 12 kwietnia 2019)
- 2020: „Nad Niemnem” – Anzelm Bohatyrowicz (reż. Hubert Sulima, premiera 21 marca 2020)
- 2020: „Psie serce” (reż. Igor Gorzkowski, premiera 14 listopada 2020)
- 2021: „Czego nie widać” – Tim Allgood (reż. Marcin Sławiński, premiera 17 kwietnia 2021)

## Filmografia
- 1997–2021: Klan – 3 role: pracownik Zakładu Energetycznego, w którym Monika Ross-Nawrot próbowała załatwić przyłącze energii elektrycznej w budowanym przez nią zajeździe w Potylicach (sezon 2005/2006); urzędnik w Urzędzie Gminy w Liskowie, u którego Monika Ross-Nawrot składała protest przeciwko budowie drogi obok jej posesji (sezon 2006/2007); robotnik na budowie, na której jako operator koparki pracował Michał Chojnicki (sezon 2007/2008)
- 2002–2010: Samo życie – 2 role: pracownik ochrony w apartamentowcu, w którym mieszkał Łukasz Dunin (odcinek: 511); funkcjonariusz Straży Miejskiej interweniujący pod drzwiami mieszkania Karoliny „Kiki” Bernsztajn pod którymi awanturował się Łukasz Dunin (odcinek: 1276; w napisach nazwisko: Gąsiorowski)
- 2004–2021: Pierwsza miłość – Józef, producent batonów energetycznych, które reklamować miała Kinga Kulczycka
- 2005–2006: Plebania – Mariusz, mąż Arlety (odc. 619, 620, 621, 622, 623, 624, 625, 626, 627, 630, 631, 632, 633, 634, 637, 641, 664, 667, 668, 669)
- 2005: Magda M. – kelner (odc.13)
- 2005: Bulionerzy – bulioner Matysek junior (odc.33)
- 2006–2014: M jak miłość – 5 ról: posłaniec (odc.406), sprzedawca w sklepie (odc.487), sanitariusz (odc.539), kelner w pizzerii (odc.546) i klient (odc.1071)
- 2006: Kryminalni – Antek Rojek, syn Celiny (odc.49)
- 2007: Pitbull – strażnik miejski (odc.10)
- 2007: Faceci do wzięcia – pielęgniarz (odc.41)
- 2008–2011: Na dobre i na złe – 2 role: Karol i kolega Tytusa (odc.329), lekarz (odc.443)
- 2009: At oglog – Sid
- 2010: Ludzie Chudego (odc.1/2)
- 2012: Wszystko przed nami – ubezpieczyciel (odc.5)
- 2015: Historia Roja (serial telewizyjny) – kolejarz z Ciechanowa (odc.1)
- 2015: Carte blanche – kierowca trolejbusu
- 2016: Historia Roja – kolejarz z Ciechanowa
- 2017–2019: W rytmie serca – 2 role: robotnik budowlany, świadek wypadku motocyklisty z samochodem prowadzonym przez Marię Biernacką pomagający jej w ratowaniu mu życia (odc.13) i burmistrz miasta Kazimierz Dolny (odc.45)
- 2018: Pod powierzchnią – kierowca autobusu (odc.5)
- 2018: Oko za oko (serial telewizyjny) – pacjent Oddziału Chirurgii Przewodu Pokarmowego Szpitala Wilanowskiego w Warszawie (odc.5)
- 2018–2019: Na sygnale – lekarz neurochirurg (odc.195,206,208,209,211,213,222,252)
- 2019: Echo serca – magazynier (odc.29)
- 2020: Zieja – porucznik w roku 1920
- 2021: Usta Usta – Karol, księgowy Mariana (odc.47)

## Audycje radiowe[4]
- 2015: „Klinika dobrej śmierci – dziennikarz (reż. Małgorzata Żurakowska) (premiera 6 marca 2015)

## Nagrody
- 2007: Lublin – III Festiwal Teatrów Niewielkich – nagroda w kategorii „Aktor” za umiejętne igranie z formą w spektaklu „Gombrotypy”
- 2011: Łódź – II Festiwal Monodramu MONOwMANU – wyróżnienie dla przedstawienia „Gombrotypy”
- 2011: Gdańsk – XIII Ogólnopolski Festiwal Sztuk Autorskich i Adaptacji WINDOWISKO – nagroda dla najlepszego aktora festiwalu za monodram „Gombrotypy”
- 2012: Lublin – nagroda prezydenta Lublina
- 2013: Lublin – marszałkowski dyplom uznania z okazji Międzynarodowego Dnia Teatru
- 2019: Lublin – Nagroda Kulturalna Województwa Lubelskiego

## Artykuły[4]
- Bydgoszcz. Nagrody XVIII Festiwalu Prapremier
- Subiektywny spis aktorów teatralnych 2016 Jacek Sieradzki
- Inwalidzi i geniusze Przemysław Gąsiorowicz
- Lublin. Gościnne „Gombrotypy” u Osterwy
- Gdańsk. Monodramy wg Gombrowicza w Teatrze w Oknie
- Festiwal Windowisko pod znakiem monodramu Jarosław Zalesiński
- Łódź. „Gombrotypy” w AOIA
- Łódź. Laureaci MONOwMANU
- Gdańsk. Laureaci XIII Windowiska Magdalena Hajdysz
- Wsola. Monodram „Gombrotypy” zobaczysz w muzeum kars
- Lublin. Gąsiorowicz i Kabaret Czesuaf u Dyszona TAM
- Monodramy na Festiwalu Teatrów Niewielkich Grzegorz Kondrasiuk
- Lublin. Laureaci Festiwalu Teatrów Niewielkich Grzegorz Kondrasiuk
- Warszawa. „Gombrotypy” w Wytwórni ar [Agnieszka Rataj]
- Poznań. Gombrowicz na Scenie Platformy Artystycznej O.B.O.R.A.